# Campeonato Alagoano de Futebol de 2018 - Segunda Divisão
O Campeonato Alagoano de Futebol de 2018 da Segunda Divisão foi a 31º edição da divisão de acesso do campeonato profissional de clubes de futebol do estado de Alagoas. O campeão disputará a Campeonato Alagoano de Futebol de 2019. A equipe do Jacyobá sagrou-se campeão do campeonato.

## Regulamento
A Segunda Divisão do Campeonato Alagoano 2018 foi disputado em fase única:
As Entidades de Prática jogam em sistema de ida, perfazendo um total de 6 (seis) jogos para cada. Ao final dessa fase, as Entidades de Prática ficarão classificadas da 1ª a 4ª colocação, o primeiro colocado será declarado campeão (ã) e estará qualificado para disputar o Campeonato Alagoano 2019. Em caso de empate em pontos ganhos entre duas ou mais Entidades de Prática na Fase Única, o desempate para efeito de classificação, será efetuado observando os seguintes critérios abaixo:
1. Maior número de vitórias
2. Melhor saldo de gols
3. Maior número de gols pró (marcados)
4. Confronto direto
5. Menor número de cartões vermelhos recebidos
6. Menor número de cartões amarelos recebidos
7. Sorteio

## Primeira Fase

### Classificação
| Pos | Equipes             | Pts | J | V | E | D | GP | GC | SG  | Zona de classificação                         |
| --- | ------------------- | --- | - | - | - | - | -- | -- | --- | --------------------------------------------- |
| 1   | Jacyobá             | 12  | 6 | 4 | 0 | 2 | 17 | 6  | +11 | Campeão e Classificado Para a 1ª Div. de 2019 |
| 2   | Sete de Setembro-AL | 12  | 6 | 4 | 0 | 2 | 14 | 5  | +9  | Permanecem Para a 2ª Div. de 2019             |
| 3   | FF Porto Calvense   | 12  | 6 | 4 | 0 | 2 | 9  | 8  | +1  | Permanecem Para a 2ª Div. de 2019             |
| 4   | São Domingos        | 0   | 6 | 0 | 0 | 6 | 1  | 22 | -21 | Permanecem Para a 2ª Div. de 2019             |

| Pos | 1ª  | 2ª  | 3ª  | 4ª  | 5ª  | 6ª  |
| --- | --- | --- | --- | --- | --- | --- |
| 1   | PCL | JAC | JAC | JAC | JAC | JAC |
| 2   | JAC | SST | SST | SST | SST | SST |
| 3   | SST | PCL | PCL | PCL | PCL | PCL |
| 4   | SDM | SDM | SDM | SDM | SDM | SDM |

|  |                           |
|  | Acesso à Primeira Divisão |

## Premiação
| Vice Campeão:       | Terceiro colocado: | Quarto colocado: |
| ------------------- | ------------------ | ---------------- |
| Sete de Setembro-AL | FF Porto Calvense  | São Domingos     |